# Runar Urbans
Runar Enoch Urbans (till 1946 Johansson), född 28 april 1904 i Helsingfors, död där 8 april 1966, var en finländsk tidningsman och skriftställare. 
Urbans, som blev filosofie magister 1932, var bland annat huvudredaktör för Finansbladet 1934–1943, chef för informationsavdelningen vid Finlands industriförbund 1944–1954 och medlem av Mercators redaktion från 1959. Han skrev ett flertal företags- och föreningshistoriker, bland annat Suomen Trikoo 1903–1953 (1956), Oy Medica Ab 1911–1961 (1961), Hartwall 1836–1961 (1961) och En fackla tändes (1966, Arbetets vänners huvudförenings historia). Han var ordförande i Finlands svenska manssångarförbund 1952–1966 och ordförande för Sällskapet Muntra Musikanter 1953–1956.